# 植木町
植木町（うえきまち）は、熊本県の北部、鹿本郡にあった町。
町内に西南戦争の最大の激戦地・田原坂があり、また日本一のスイカの産地として知られた。
2010年（平成22年）3月23日、熊本市に編入され、同時に熊本市の合併特例区となり、後に全域が熊本市北区となっている。

## 地理
熊本市の北隣に隣接しており、熊本市のベッドタウンとなっている。中心部は台地になっており、その台地を避ける形で町域の西側をJR鹿児島本線が通る。町中心部を九州の大動脈である国道3号が縦貫し、中心部付近には国道208号との合流点もある。町域の北西から東へ九州自動車道が通り、植木インターチェンジがある。

## 歴史
江戸時代初期、豊前街道の宿場町として味取町（現在の植木インターの南側一帯）が栄えたが、その後元禄時代になると三池街道や合志・大津方面との分岐点として味取の南に新しい宿場町である味取新町が開かれ、これが現在の植木町中心部の基礎となる。明治初年には植木学校も開かれ、熊本県の自由民権運動の舞台ともなる一方で、町西方の田原坂は西南戦争最大の激戦地となった。

### 近現代
- 1889年4月1日 - 町村制施行により、山本郡植木町・広住村の区域をもって植木町が成立。
- 1896年4月1日 - 所属が鹿本郡に変更される。
- 1955年1月1日 -桜井村・山東村・田底村・田原村・菱形村・山本村・吉松村と新設合併し、改めて植木町が発足。
- 1969年4月1日 - 田底村を編入。
- 1991年9月1日 - 玉名郡玉東町と境界変更。
- 1993年4月1日 - 菊池郡泗水町と境界変更。
- 1995年3月1日 - 玉名郡玉東町と境界変更。
- 1995年3月1日 - 鹿本郡鹿本町・鹿央町と境界変更。
- 1995年12月1日 - 玉名郡玉東町と境界変更。
- 2010年3月23日 - 熊本市に編入。

#### 熊本市との合併について
2003年（平成15年）の住民投票で熊本市との合併議論が流れた後は単独町制を続けてきたが、熊本市の政令指定都市移行への動きや、町財政の悪化などにより2007年（平成19年）9月以降、一部議員・住民などから熊本市への合併を求める動きが再浮上し、町長は熊本市と共同で「合併政令市勉強会」を設置した。この調査結果を基に2008年（平成20年）1月から住民を対象とした説明会が行われ、3月に開かれた町議会で町長は熊本市との合併研究会を設置することを表明。4月21日に1回目の「熊本市・植木町合併問題調査研究会」が開かれるに至った。
第1回目の研究会では政令市昇格時における区の設置問題や、市街化調整区域について議論が行われた。研究会は8月まで月1回ペースで開かれ、結果によっては次のステップ（法定協議会）へと進むとされた。
当初、合併反対の立場をとっていた藤井町長だが、2008年（平成20年）9月定例議会で町長は事実上の合併容認発言を行い、合併への道が俄然真実味を帯びてきた。法定協議会設置を問う議会採決では2度否決されたものの、改めて民意を問うということで2008年（平成20年）11月30日に住民投票が実施され、賛成10309票・反対6697票と賛成票が有効投票数の六割を占め、前回と賛成・反対の割合が逆転する結果となった。
この結果を受け、熊本市との間で法定合併協議会が設置され、2008年（平成20年）12月26日には第1回の合併協議会が開催された。
なお、2009年（平成21年）2月22日には任期満了に伴う町長選挙が予定されていたが、現職の藤井修一町長以外に届け出がなく、無投票で再選が決まった。
2009年（平成21年）6月28日に城南町とともに合併の是非を問う住民投票を実施し、両町とも過半数以上の賛成を獲得した。これを受け、7月9日の臨時町議会で廃置分合案が可決され、さらに9月14日には熊本県議会で廃置分合案が可決し、10月16日には官報告示されたことで合併が正式に決定し、2010年（平成22年）3月23日に熊本市へ編入された。

## 人口
- 1975年 23,997
- 1980年 27,002
- 1985年 28,679
- 1990年 29,301
- 1995年 30,823
- 2000年 31,235
- 2005年 30,772

## 経済

### 植木町に本社、本部を置く主な企業
- リバテープ製薬
- 平田機工

## 姉妹都市
- ローム（アメリカ合衆国 ジョージア州）

## 地域

### 行政
- 町長：藤井修一（最終代）

### 教育

#### 中学校
- 植木町立鹿南中学校
- 植木町立五霊中学校
- 植木町立植木北中学校

#### 小学校
- 植木町立山本小学校
- 植木町立田原小学校

- 植木町立菱形小学校
- 植木町立桜井小学校

- 植木町立植木小学校
- 植木町立山東小学校

- 植木町立吉松小学校
- 植木町立田底小学校

#### 廃校
- 植木町立吉松中学校（1986年田底中と統合し植木町立植木北中学校へ）
- 植木町立田底中学校（1986年吉松中と統合し植木北中へ）

## 交通

### 空港
熊本空港（阿蘇くまもと空港）が最寄りとなる。

### 鉄道路線
- 九州旅客鉄道（JR九州）
  - 鹿児島本線：田原坂駅 - 植木駅

かつては町内を縦断する形で山鹿温泉鉄道が走っていたが、1965年（昭和40年）に廃止となった。

### バス路線
- 九州産交バス（産交バス）
  - A2〜A5系統：熊本市 - 植木町 - 山鹿市・玉名市・など
  - U2-1系統：熊本市 - （上熊本駅） - 植木町

なお、植木インターチェンジには高速バスの乗り場があり、福岡市方面へ向かう「ひのくに号」（スーパーノンストップを除く）をはじめ、長崎市に向かう昼行の高速バス、京都市、大阪市、神戸市など本州各地へ向かう夜行バスも発着する。

### 道路

#### 高速道路
- 九州自動車道
  - 植木インターチェンジ

#### 一般国道
- 国道3号
- 国道208号

#### 主要地方道
- 福岡県道・熊本県道3号大牟田植木線
- 熊本県道30号大津植木線
- 熊本県道31号熊本田原坂線
- 熊本県道53号植木インター菊池線

#### 一般県道
- 熊本県道101号植木河内港線
- 熊本県道113号玉名植木線
- 熊本県道119号植木山鹿線
- 熊本県道198号田底鹿本線
- 熊本県道199号南田島豊田線
- 熊本県道329号原植木線
- 熊本県道330号熊本山鹿自転車道線（ゆうかファミリーロード）
- 熊本県道332号小天下硯川線

## 名所・祭事など

### 名所旧跡
- 正院厳島神社（祭神:宗像三神 - 熊本市北区植木町山本132）
- 菱形八幡宮（祭神:応神天皇 - 熊本市北区植木町円台寺621）
- 鐙田杵築神社（祭神:大己貴神 - 熊本市北区植木町鐙田525）
- 田原坂公園（西南戦争の激戦地）
- 鬼のいわや古墳 - 熊本市北区植木町岩野

### 観光スポット
- 植木温泉
- 宮原温泉
- 小野泉水公園

### 名産
- 植木スイカ
- メロン

## 植木町出身の有名人
- 小材学（政治家）
- 内田司馬彦（裁判官）
- 阪本是丸（歴史学者・神道学者）
- 蓮田善明（国文学者、文芸評論家）
- 原田敏明（民俗学者、宗教学者）
- 西島麦南（俳人）
- 松野明美（元陸上競技選手、タレント、熊本県議会議員）
- 境直行（元騎手、元調教師）
- スザンヌ（タレント）
- マーガリン（ローカルタレント）
- 島津亜矢（演歌歌手）
- 東田トモヒロ（シンガーソングライター）
- 三良裕亮（ギタリスト）